# Liste des espèces du genre Festuca

Liste des espèces du genre Festuca

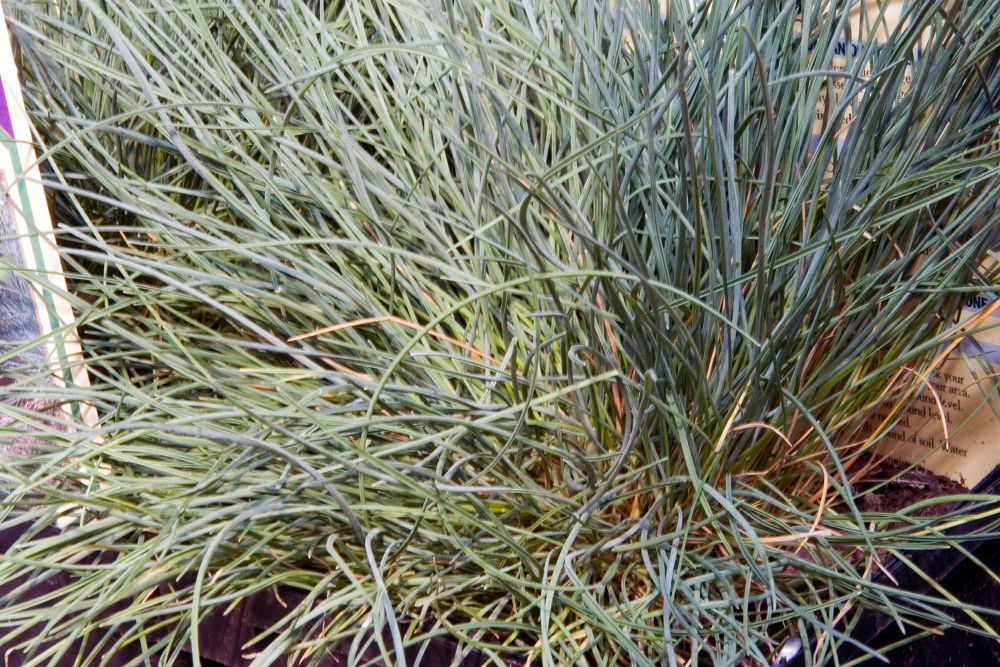
Festuca ovina var. glauca 'Elijah Blue'.

Le genre Festuca, le plus important et le plus diversifié de la famille des Poaceae, comprend plus de 600 espèces.
Selon la base de données de The Plant List, 1566 espèces de Festuca ont été décrites, dont 664 sont des espèces acceptées, 793 des synonymes et 109 sont en attente d'évaluation.
Toutefois la taxinomie de ce genre est contestée et certains auteurs définissent un genre Festuca ss (stricto sensu) limité au sous-genre Festuca subgen. Festuca, soit environ 430 espèces, tandis que le sous-genre Festuca subgen. Schedonorus est rattaché au genre voisin Lolium.

## Liste des espèces acceptées
Selon The Plant List :
- Haut – A
- B
- C
- D
- E
- F
- G
- H
- I
- J
- K
- L
- M
- N
- O
- P
- Q
- R
- S
- T
- U
- V
- W
- X
- Y
- Z

## A
- Festuca abyssinica A.Rich.
- Festuca acamptophylla (St.-Yves) E.B.Alexeev
- Festuca acanthophylla É.Desv.
- Festuca achtarovii Velchev & P.Vassil.
- Festuca actae Connor
- Festuca acuminata Gaudich.
- Festuca adamovicii (St.-Yves) Markgr.-Dann.
- Festuca adanensis Markgr.-Dann.
- Festuca afghanica Bor
- Festuca africana (Hack.) Clayton
- Festuca aguana E.B.Alexeev
- Festuca agustini Linding.
- Festuca airoides Lam.
- Festuca akhanii Tzvelev
- Festuca alaica Drobow
- Festuca alatavica (St.-Yves) Roshev.
- Festuca alexeenkoi E.B.Alexeev
- Festuca alfrediana Foggi & Signorini
- Festuca algeriensis Trab.
- Festuca aloha Catalán, Soreng & P.M.Peterson
- Festuca alpestris Roem. & Schult.
- Festuca alpina Suter
- Festuca altaica Trin. ex Ledeb.
- Festuca altissima All.
- Festuca altopyrenaica Fuente & Ortúñez
- Festuca amblyodes Krecz. & Bobrov
- Festuca amethystina L.
- Festuca ampla Hack.
- Festuca amplissima Rupr. ex Galeotti
- Festuca amurensis E.B.Alexeev
- Festuca anatolica Markgr.-Dann.
- Festuca ancachsana E.B.Alexeev
- Festuca andicola Kunth
- Festuca apuanica Markgr.-Dann.
- Festuca archeri E.B.Alexeev
- Festuca arenicola (Prodán) Soó
- Festuca argentina (Speg.) Parodi
- Festuca argentinensis (St.-Yves) Türpe
- Festuca arizonica Vasey
- Festuca armoricana Kerguélen
- Festuca artvinensis Markgr.-Dann.
- Festuca arundinacea Schreb., la fétuque élevée ou fétuque faux-roseau
- Festuca arvernensis Auquier, Kerguélen & Markgr.-Dann.
- Festuca aschersoniana Dörfl.
- Festuca asperella E.B.Alexeev
- Festuca asperula Vickery
- Festuca asplundii E.B.Alexeev
- Festuca asthenica Stapf
- Festuca atlantica Duval-Jouve
- Festuca auquieri Kerguélen
- Festuca auriculata Drobow
- Festuca austrouralensis Kulikov
- Festuca azgarica E.B.Alexeev
- Festuca azucarica E.B.Alexeev

## B
- Festuca baffinensis Polunin
- Festuca bajacaliforniana Gonz.-Led. & S.D.Koch
- Festuca balcanica (Acht.) Markgr.-Dann.
- Festuca bargusinensis Malyschev
- Festuca beamanii E.B.Alexeev
- Festuca beckeri (Hack.) Trautv.
- Festuca belensis M.Toman
- Festuca benthamiana Vickery
- Festuca bhutanica E.B.Alexeev
- Festuca bidenticulata E.B.Alexeev
- Festuca biformis Vetter
- Festuca billyi Kerguélen & Plonka
- Festuca boissieri Amo
- Festuca boliviana E.B.Alexeev
- Festuca borderei (Hack.) K.Richt.
- Festuca borderii (Hack.) Richt.
- Festuca boriana E.B.Alexeev
- Festuca borissii Reverd.
- Festuca bosniaca Kumm. & Sendtn.
- Festuca boyacensis Stancík
- Festuca brachyphylla Schult. & Schult.f.
- Festuca breistrofferi Chas, Kerguélen & Plonka
- Festuca breviaristata Pilg.
- Festuca breviglumis Swallen
- Festuca brevipaleata (St.-Yves) E.B.Alexeev
- Festuca brevissima Jurtzev
- Festuca brigantina (Markgr.-Dann.) Markgr.-Dann.
- Festuca brunnescens (Tzvelev) Galushko
- Festuca bucegiensis Markgr.-Dann.
- Festuca burgundiana Auquier & Kerguélen
- Festuca burmanica E.B.Alexeev
- Festuca burnatii St.-Yves
- Festuca bushiana (St.-Yves) Tzvelev

## C
- Festuca caerulescens Desf.
- Festuca cajamarcae Pilg.
- Festuca calabrica Huter, Porta & Rigo ex Hack.
- Festuca calcarea Denchev
- Festuca calcigena Vetter
- Festuca caldasii (Kunth) Kunth
- Festuca californica Vasey
- Festuca callieri (Hack.) Markgr.
- Festuca callosa (Piper) St.-Yves
- Festuca calva (Hack.) K.Richt.
- Festuca camerunensis E.B.Alexeev
- Festuca campestris Rydb.
- Festuca camusiana St.-Yves
- Festuca capillata Lam.
- Festuca capillifolia Dufour ex Roem. & Schult.
- Festuca cappadocica (Hack.) Markgr.-Dann.
- Festuca caprina Nees
- Festuca carazana Pilg.
- Festuca carchiense Stancík
- Festuca carchiensis Stancík
- Festuca carnuntina R.Tracey
- Festuca carpathica F.Dietr.
- Festuca carrascana Stancík & Renvoize
- Festuca cartagana E.B.Alexeev
- Festuca casapaltensis Ball
- Festuca castilloniana Türpe
- Festuca cataonica (Hack. ex Boiss.) Markgr.-Dann.
- Festuca caucasica (Boiss.) Hack. ex Boiss.
- Festuca chalcophaea Krecz. & Bobrov
- Festuca changduensis L.Liou
- Festuca chasii Kerguélen & Plonka
- Festuca chayuensis L.Liu
- Festuca chelungkingnica D.M.Chang & Skvortsov ex S.L.Lu
- Festuca chimborazensis E.B.Alexeev
- Festuca chiriquensis Swallen
- Festuca chita Stancík
- Festuca chitagana Stancík
- Festuca chodatiana (St.-Yves) E.B.Alexeev
- Festuca christianii-bernardii Kerguélen
- Festuca chrysophylla Phil.
- Festuca chumbiensis E.B.Alexeev
- Festuca chuquisacae Stancík & Renvoize
- Festuca cinerea Vill.
- Festuca circinata Griseb.
- Festuca circummediterranea Patzke
- Festuca cirrosa (Speg.) Parodi
- Festuca claytonii E.B.Alexeev
- Festuca cleefiana E.B.Alexeev
- Festuca clementei Boiss.
- Festuca coahuilana Gonz.-Led. & S.D.Koch
- Festuca cochabambana E.B.Alexeev
- Festuca cocuyana Stancík
- Festuca coelestis (St.-Yves) Krecz. & Bobrov
- Festuca colombiana E.B.Alexeev
- Festuca compressifolia J.Presl
- Festuca contracta Kirk
- Festuca copei Renvoize
- Festuca cordubensis Devesa
- Festuca coromotensis Briceño
- Festuca costata Nees
- Festuca costei (St.-Yves ex Litard.) Markgr.-Dann.
- Festuca coxii (Petrie) Hack.
- Festuca cratericola Markgr.-Dann.
- Festuca cretacea Popov & Prosk.
- Festuca crispatopilosa Bor
- Festuca cryptantha Cope
- Festuca csikhegyensis Simonk.
- Festuca cumminsii Stapf
- Festuca cundinamarcae E.B.Alexeev
- Festuca curvula Gaudich.
- Festuca cuzcoensis Stancík & P.M.Peterson
- Festuca cyllenica Boiss. & Heldr.
- Festuca cyrnea (St.-Yves & Litard.) Signorini, Foggi & E.Nardi
- Festuca czarnohorensis Zapal.

## D
- Festuca dahurica (St.-Yves) Krecz. & Bobrov
- Festuca dalmatica (Hack.) K.Richt.
- Festuca dasyantha Kunth
- Festuca dasyclada Beal
- Festuca debilis (Stapf) E.B.Alexeev
- Festuca decolorata Markgr.-Dann.
- Festuca deflexa Connor
- Festuca degenii (St.-Yves) Markgr.-Dann.
- Festuca densiflora Tovar
- Festuca densipaniculata E.B.Alexeev
- Festuca dentiflora Stancík & P.M.Peterson
- Festuca deserti (Coss. & Durieu) Trab.
- Festuca deserticola Phil.
- Festuca dichoclada Pilg.
- Festuca diclina Darbysh.
- Festuca diffusa Dumort.
- Festuca dimorpha Guss.
- Festuca dinirica Stancík
- Festuca dissitiflora Griseb.
- Festuca distichovaginata Pilg.
- Festuca divergens Tovar
- Festuca djimilensis Boiss. & Bal.
- Festuca dmitrievae A.P.Khokhr.
- Festuca dolichantha Keng ex Keng f.
- Festuca dolichophylla J.Presl
- Festuca donax Lowe
- Festuca dracomontana H.P.Linder
- Festuca drymeja Mert. & W.D.J.Koch
- Festuca duernsteinensis Vetter
- Festuca durandoi Clauson
- Festuca durata B.S.Sun & H.Peng
- Festuca duriotagana Franco & Rocha Afonso
- Festuca durissima (Hack.) Kerguélen
- Festuca duvalii (St.-Yves) Stohr

## E
- Festuca earlei Rydb.
- Festuca edlundiae S.G.Aiken, Consaul & Lefk.
- Festuca eggleri R.Tracey
- Festuca elata Keng f. ex E.B.Alexeev
- Festuca elbrusica E.B.Alexeev
- Festuca elegans Boiss.
- Festuca elgonensis E.B.Alexeev
- Festuca elmeri Scribn. & Merr.
- Festuca elviae Briceño
- Festuca elwendiana Markgr.-Dann.
- Festuca engleri Pilg.
- Festuca eriobasis H.Scholz
- Festuca eriostoma Hack.
- Festuca eskia Ramond ex DC.
- Festuca eugenii Kulikov
- Festuca exaristata E.B.Alexeev
- Festuca extremiorientalis Ohwi

## F
- Festuca fabrei Kerguélen & Plonka
- Festuca fascinata S.L.Lu
- Festuca fiebrigii Pilg.
- Festuca filiformis Pourr., la fétuque à feuilles ténues
- Festuca fimbriata Nees
- Festuca firma Vetter
- Festuca flacca Hack. ex E.B.Alekseev
- Festuca flavescens Bellardi
- Festuca fleischeri Dörfl.
- Festuca flischeri Rohlena
- Festuca fontqueri St.-Yves
- Festuca formosana Honda
- Festuca forrestii St.-Yves
- Festuca fragilis (Luces) Briceño
- Festuca francoi Fern.Prieto, C.Aguiar, E.Días & M.I.Gut.
- Festuca frederikseniae E.B.Alexeev
- Festuca frigida (Hack.) K.Richt.

## G
- Festuca galicicae Horvat ex Markgr.-Dann.
- Festuca gamisansii Kerguélen
- Festuca gautieri (Hack.) K.Richt.
- Festuca georgii E.B.Alexeev
- Festuca gigantea (L.) Vill., la fétuque géante
- Festuca gilbertiana E.B.Alexeev ex S.M.Phillips
- Festuca glabrata Tovar
- Festuca glacialis (Miégev ex Hack.) K.Richt.
- Festuca glauca Vill.
- Festuca glaucantha-hirsuta (Weighart ex Podp.) Soó
- Festuca glaucispicula Markgr.-Dann.
- Festuca glumosa Hack. ex E.B.Alekseev
- Festuca glyceriantha Pilg.
- Festuca goloskokovii E.B.Alexeev
- Festuca gonzalez-ledesmae Darbysh.
- Festuca gracilior (Hack.) Markgr.-Dann.
- Festuca gracillima Hook.f.
- Festuca graeca (Hack.) Markgr.-Dann.
- Festuca grandiaristata Markgr.-Dann.
- Festuca graniticola Kerguélen & Morla
- Festuca gredensis Fuente & Ortúñez
- Festuca griffithiana (St.-Yves) Krivot.
- Festuca guaramacalana Stancík
- Festuca guestfalica Boenn. ex Rchb.

## H
- Festuca hackelii Beck
- Festuca halleri All.
- Festuca hallii (Vasey) Piper
- Festuca hartmannii (Markgr.-Dann.) E.B.Alexeev
- Festuca hatico Stancík
- Festuca haussknechtii Torges
- Festuca hawaiiensis Hitchc.
- Festuca hedbergii E.B.Alexeev
- Festuca hedgei (Bor) E.B.Alexeev
- Festuca henriquesii Hack.
- Festuca hephaestophila Nees ex Steud.
- Festuca hercegovinica Markgr.-Dann.
- Festuca hercynica Wein
- Festuca herrerae Davidse
- Festuca heteropachys (St.-Yves) Patzke ex Auquier
- Festuca heterophylla Lam.
- Festuca hieronymi Hack.
- Festuca hintoniana E.B.Alexeev
- Festuca hirtovaginata (Acht.) Markgr.-Dann.
- Festuca holubii Stancík
- Festuca hondae E.B.Alexeev
- Festuca horridula Pilg.
- Festuca horvatiana Markgr.-Dann.
- Festuca huamachucensis Infantes
- Festuca hubsugulica Krivot.
- Festuca humbertii Litard. & Maire
- Festuca humilior Nees & Meyen
- Festuca huonii Auquier
- Festuca hyperborea Holmen
- Festuca hypsophila Phil.
- Festuca hystrix Boiss.

## I
- Festuca iberica (Hack.) K.Richt.
- Festuca idahoensis Elmer
- Festuca igoschiniae Tzvelev
- Festuca ilgazensis Markgr.-Dann.
- Festuca illyrica Markgr.-Dann.
- Festuca imbaburensis Stancík
- Festuca imperatrix Catonica
- Festuca inarticulata Pilg.
- Festuca incurvatifolia C.Chatel., Dobignard, Jeanm. & J.F.Léger
- Festuca indigesta Boiss.
- Festuca inguschetica E.B.Alexeev
- Festuca intercedens Lüdi ex Bech.
- Festuca iranica E.B.Alexeev
- Festuca irtyshensis E.B.Alexeev

## J
- Festuca jacutica Drobow
- Festuca jaliscana E.B.Alexeev
- Festuca jansenii Markgr.-Dann. ex P.Royen
- Festuca japonica Makino
- Festuca javorkae Májovský
- Festuca jeanpertii (St.-Yves) Markgr.
- Festuca jierru Nava
- Festuca jubata Lowe
- Festuca junatovii E.B.Alexeev
- Festuca juncifolia St.-Amans

## K
- Festuca kamtschatica (St.-Yves) Tzvelev
- Festuca kansuensis Markgr.-Dann.
- Festuca karavaevii E.B.Alexeev
- Festuca karsiana E.B.Alexeev
- Festuca kashmiriana Stapf
- Festuca kemerovensis Chus.
- Festuca kerguelensis (Hook.) F.Muell.
- Festuca killickii Kenn.-O'Byrne
- Festuca kingii (S.Watson) Cassidy
- Festuca kolesnikovii Tzvelev
- Festuca kolymensis Drobow
- Festuca komarovii Krivot.
- Festuca korabensis (Jáv. ex Markgr.-Dann.) Markgr.-Dann.
- Festuca koritnicensis Hayek & Vetter
- Festuca krivotulenkoae E.B.Alexeev
- Festuca kryloviana Reverd.
- Festuca kuprijanovii Chus.
- Festuca kurtschumica E.B.Alexeev
- Festuca kurtziana St.-Yves

## L
- Festuca ladyginii Tzvelev
- Festuca laegaardii Stancík
- Festuca laevigata Gaudich.
- Festuca lahonderei Kerguélen & Plonka
- Festuca lanatifolia Tovar
- Festuca lanifera E.B.Alexeev
- Festuca lapidosa (Degen) Markgr.-Dann.
- Festuca lasiorrhachis Pilg.
- Festuca laxa Host
- Festuca laxifolia Vetter
- Festuca lazistanica E.B.Alexeev
- Festuca lemanii T.Bastard, la fétuque de Léman
- Festuca lenensis Drobow
- Festuca leptopogon Stapf
- Festuca levingei Stapf
- Festuca liangshanica L.Liu
- Festuca ligulata Swallen
- Festuca lilloi Hack.
- Festuca litvinovii (Tzvelev) E.B.Alexeev
- Festuca livida (Kunth) Willd. ex Spreng.
- Festuca liviensis (Verg.) Markgr.-Dann.
- Festuca longiauriculata Fuente, Ortúñez & Ferrero Lom.
- Festuca longifolia Thuill.
- Festuca longigluma Tovar
- Festuca longiglumis S.L.Lu
- Festuca longiligula Darbysh.
- Festuca longipanicula Markgr.-Dann.
- Festuca longipes Stapf
- Festuca longivaginata Tovar
- Festuca loricata (Griseb.) Pilg.
- Festuca luciarum Connor
- Festuca lucida Stapf
- Festuca lugens (E.Fourn.) Hitchc. ex Hern.-Xol.

## M
- Festuca macedonica Vetter
- Festuca macra (Stapf) E.B.Alexeev
- Festuca macrophylla Hochst. ex A.Rich.
- Festuca macutrensis Zapal.
- Festuca madida Connor
- Festuca magellanica Lam.
- Festuca magensiana Potztal
- Festuca magniflora E.B.Alexeev
- Festuca mairei St.-Yves
- Festuca makutrensis Zapal.
- Festuca maleschevica Velchev & P.Vassil.
- Festuca marcopetrii Veldkamp
- Festuca marginata (Hack.) K.Richt.
- Festuca markgrafiae Veldkamp
- Festuca maroccana Trab.
- Festuca matthewsii (Hack.) Cheeseman
- Festuca mazzettiana E.B.Alexeev
- Festuca mekiste Clayton
- Festuca michaelis Cebolla & Rivas Ponce
- Festuca minutiflora Rydb.
- Festuca miscella Darbysh.
- Festuca modesta Steud.
- Festuca molokaiensis Soreng, P.M.Peterson & Catalán
- Festuca monguensis Stancík
- Festuca monticola Phil.
- Festuca morenensis Matthei
- Festuca morisiana Parl.
- Festuca moyana Erdner
- Festuca muelleri Vickery
- Festuca multinodis Petrie & Hack.

## N
- Festuca nandadevica Hajra
- Festuca napocae Prodán
- Festuca nardifolia Griseb.
- Festuca nemoralis Türpe
- Festuca nemorosa (Poll.) Dalla Torre & Sarnth.
- Festuca nepalica E.B.Alexeev
- Festuca nereidaensis Stancík
- Festuca nevadensis (Hack.) Markgr.-Dann.
- Festuca nigrescens Lam.
- Festuca nigriflora (Hitchc.) Negritto & Anton
- Festuca niphobia (St.-Yves) Kerguélen
- Festuca nitida Kit.
- Festuca nitidula Stapf
- Festuca norica (Hack.) K.Richt.
- Festuca novae-zealandiae (Hack.) Cockayne
- Festuca nubigena Jungh.

## O
- Festuca obturbans St.-Yves
- Festuca occidentalis Hook.
- Festuca occitanica (Litard.) Auquier & Kerguélen
- Festuca ochroleuca Timb.-Lagr.
- Festuca oelandica (Hack.) K.Richt.
- Festuca oenensis Vetter
- Festuca olchonensis E.B.Alexeev
- Festuca olgae (Regel) Krivot.
- Festuca olympica Vetter
- Festuca ophioliticola Kerguélen
- Festuca oreophila Markgr.-Dann.
- Festuca orizabensis E.B.Alexeev
- Festuca oroana Stancík
- Festuca orthophylla Pilg.
- Festuca osswaldii Wein
- Festuca ovina L., la fétuque des moutons
- Festuca oviniformis Vetter

## P
- Festuca pachyphylla Degen ex Nyár. ex Csürös, Gergely & Pop
- Festuca pallens Host
- Festuca pallescens (St.-Yves) Parodi
- Festuca pallidula E.B.Alexeev
- Festuca pamirica Tzvelev
- Festuca pampeana Speg.
- Festuca panciciana (Hack.) K.Richt.
- Festuca panda Swallen
- Festuca paniculata (L.) Schinz & Thell.
- Festuca paphlagonica (St.-Yves) Markgr.-Dann.
- Festuca papuana Stapf
- Festuca paradoxa Desv.
- Festuca parciflora Swallen
- Festuca parodiana (St.-Yves ex Parodi) Nicora
- Festuca parodii St.-Yves
- Festuca parvigluma Steud.
- Festuca parvipaleata Jansen
- Festuca parvipaniculata Hitchc.
- Festuca patula Desf.
- Festuca patzkei Markgr.-Dann.
- Festuca penzesii (Acht.) Markgr.-Dann.
- Festuca peristerea (Vetter) Markgr.-Dann.
- Festuca perrieri A.Camus
- Festuca peruviana Infantes
- Festuca petersonii Renvoize
- Festuca petraea Guthn. ex Seub.
- Festuca picoeuropeana Nava
- Festuca picturata Pils
- Festuca pilar-franceii Stancík
- Festuca pilgeri St.-Yves
- Festuca pilosella E.B.Alexeev
- Festuca pindica (Markgr.-Dann.) Markgr.-Dann.
- Festuca pinifolia (Hack. ex Boiss.) Bornm.
- Festuca pirinica Horvat ex Markgr.-Dann.
- Festuca plebeia Vickery
- Festuca plicata Hack.
- Festuca pohleana E.B.Alexeev
- Festuca polita (Halacsy) Tzvelev
- Festuca poluninii E.B.Alexeev
- Festuca polycolea Stapf
- Festuca pontica Markgr.-Dann.
- Festuca popovii E.B.Alexeev
- Festuca porcii Hack.
- Festuca porcutica Zapal.
- Festuca potaninii Tzvelev & E.B.Alexeev
- Festuca potosiana Renvoize
- Festuca pratensis Huds., la fétuque des prés
- Festuca presliana Hitchc.
- Festuca primae E.B.Alexeev
- Festuca pringlei St.-Yves
- Festuca probatoviae E.B.Alexeev
- Festuca procera Kunth
- Festuca prolifera (Piper) Fernald
- Festuca prudhommei Kerguélen & Plonka
- Festuca psammophila (Hack. ex Celak) Fritsch
- Festuca pseudodalmatica Krajina
- Festuca pseudodura Steud.
- Festuca pseudoeskia Boiss.
- Festuca pseudofallax Wein
- Festuca pseudosclerophylla Krivot.
- Festuca pseudosulcata Drobow
- Festuca pseudosupina Vetter
- Festuca pseudotrichophylla Patzke
- Festuca pseudovaginata Penksza
- Festuca pseudovaria Vetter
- Festuca pseudovina Hack. ex Wiesb.
- Festuca pubigluma Tovar
- Festuca pubiglumis S.L.Lu
- Festuca puccinellii Parl.
- Festuca pulchella Schrad., la fétuque jolie
- Festuca pumila
- Festuca punctoria Sm.
- Festuca purpurascens Banks & Sol. ex Hook.f.
- Festuca pyrenaica Reut.
- Festuca pyrogea Speg.

## Q
- Festuca quadridentata Kunth synonyme de Festuca pumila
- Festuca quadriflora Honck.
- Festuca queriana Litard.

## R
- Festuca rechingeri E.B.Alexeev
- Festuca reclinata Swallen
- Festuca renvoizei Stancík
- Festuca reptans Vetter
- Festuca reverchonii Hack.
- Festuca richardii E.B.Alexeev
- Festuca richardsonii Hook.
- Festuca rifana Litard. & Maire
- Festuca rigescens (J.Presl) Kunth
- Festuca rigidifolia Tovar
- Festuca rigidiuscula E.B.Alexeev
- Festuca rigoi Huter
- Festuca riloensis (Hack. ex Hayek) Markgr.-Dann.
- Festuca rivas-martinezii Fuente & Ortúñez
- Festuca rivularis Boiss.
- Festuca roblensis Gonz.-Led.
- Festuca robustifolia Markgr.-Dann.
- Festuca roigii Dubc. & Ru´golo
- Festuca rosei Piper
- Festuca rothmaleri (Litard.) Markgr.-Dann.
- Festuca rubra L., la fétuque rouge
- Festuca rupicaprina (Hack.) A.Kern.
- Festuca rupicola Heuff.
- Festuca rzedowskiana E.B.Alexeev

## S
- Festuca sabalanica E.B.Alexeev
- Festuca samensis Joch. Müll.
- Festuca sanctae-marthae Stancík
- Festuca sanjappae Chandra Sek. & S.K.Srivast.
- Festuca sardoa (Nees ex Barbey) Hack.
- Festuca saurica E.B.Alexeev
- Festuca savulescui Prodán
- Festuca saxicola Vetter
- Festuca saximontana Rydb.
- Festuca scabra Vahl
- Festuca scabriculmis (Hack.) K.Richt.
- Festuca scabrifolia Renvoize
- Festuca scabriuscula Phil.
- Festuca scariosa (Lag.) Pau
- Festuca schischkinii Krivot.
- Festuca schisticola Vetter
- Festuca schlickumii Grantzow
- Festuca sclerophylla Boiss. ex Bisch.
- Festuca serana Markgr.-Dann.
- Festuca setifolia Griseb.
- Festuca sibirica Hack. ex Boiss.
- Festuca sikkimensis E.B.Alexeev
- Festuca simensis Hochst. ex A.Rich.
- Festuca simlensis (Stapf) E.B.Alexeev
- Festuca simpliciuscula (Hack.) E.B.Alexeev
- Festuca sinensis Keng f. ex E.B.Alexeev
- Festuca sinomutica Xiang Chen & S.M.Phillips
- Festuca sipylea (Hack.) Markgr.-Dann.
- Festuca sjuzevii Kulikov
- Festuca skrjabinii E.B.Alexeev
- Festuca skvortsovii E.B.Alexeev
- Festuca sodiroana Hack. ex E.B.Alekseev
- Festuca sommieri Litard.
- Festuca soratana E.B.Alexeev
- Festuca sororia Piper
- Festuca soukupii Stancík
- Festuca spectabilis Jan
- Festuca spiralifibrosa Vetter
- Festuca staroplaninica Velchev
- Festuca stebeckii Renvoize
- Festuca steinbachii E.B.Alexeev
- Festuca stenantha (Hack.) K.Richt.
- Festuca stricta Host
- Festuca stuckertii St.-Yves
- Festuca subalpina D.M.Chang & Skvortsov
- Festuca subnutans Holmb.
- Festuca subulata Trin.
- Festuca subuliflora Scribn.
- Festuca subulifolia Benth.
- Festuca subverticillata (Pers.) E.B.Alexeev
- Festuca sudanensis E.B.Alexeev
- Festuca sumapana Stancík
- Festuca sumatrana Jansen
- Festuca summilusitana Franco & Rocha Afonso
- Festuca superba Parodi ex Türpe
- Festuca swallenii E.B.Alexeev

## T
- Festuca takasagoensis Ohwi
- Festuca takedana Ohwi
- Festuca talamancensis Davidse
- Festuca tancitaroensis Gonz.-Led. & S.D.Koch
- Festuca tarmensis Pilg.
- Festuca tatrae (Czakó) Degen
- Festuca taurica (Hack.) A.Kern. ex Hack.
- Festuca tectoria St.-Yves
- Festuca tenuiculmis Tovar
- Festuca teyberi Vetter
- Festuca thermarum Phil.
- Festuca thracica (Acht.) Markgr.-Dann.
- Festuca thurberi Vasey
- Festuca tibestica Miré & Quézel
- Festuca tibetica (Stapf) E.B.Alexeev
- Festuca ticinensis (Markgr.-Dann.) Markgr.-Dann.
- Festuca toca Stancík
- Festuca tolucensis Kunth
- Festuca tovarensis Stancík & P.M.Peterson
- Festuca trabutii E.B.Alexeev
- Festuca trachyphylla (Hack.) Hack.
- Festuca transcaucasica (St.-Yves) Tzvelev
- Festuca trichophylla (Ducros, ex Gaud.) K.Richt.
- Festuca trichovagina F.Z.Li
- Festuca trigenea Vetter
- Festuca triplicifolia Vetter
- Festuca tristis Krylov & Ivanitzk.
- Festuca trollii E.B.Alexeev
- Festuca tschatkalica E.B.Alexeev
- Festuca tschujensis Reverd.
- Festuca tucumanica E.B.Alexeev
- Festuca tunicata É.Desv.
- Festuca turimiquirensis Stancík & P.M.Peterson
- Festuca tzveleviana Lazkov
- Festuca tzvelevii E.B.Alexeev

## U
- Festuca ulochaeta Steud.
- Festuca ultramafica Connor
- Festuca undata Stapf
- Festuca uninodis Hack. ex Stuck.
- Festuca uralensis (Tzvelev) E.B.Alexeev
- Festuca urubambana Stancík
- Festuca ustulata (Hack. ex St.Yves) Markgr.-Dann.

## V
- Festuca vaginalis (Benth.) Laegaard
- Festuca vaginata Waldst. & Kit. ex Willd.
- Festuca valdesii Gonz.-Led. & S.D.Koch
- Festuca valentina (St.-Yves) Markgr.-Dann.
- Festuca valesiaca Schleich. ex Gaudin
- Festuca valida (R.Uechtr.) Pénzes
- Festuca vandovii Denchev
- Festuca varia Haenke
- Festuca vasconcensis (Markgr.-Dann.) Auquier & Kerguélen
- Festuca venezuelana Stancík
- Festuca ventanicola Speg.
- Festuca venusta St.-Yves
- Festuca versuta Beal
- Festuca vettonica Fuente, Ortúñez & Ferrero Lom.
- Festuca vierhapperi Hand.-Mazz.
- Festuca vihorlatica Májovský
- Festuca villipalea (St.-Yves) E.B.Alexeev
- Festuca villosavivipara (Rosenv.) E.B. Alexeev
- Festuca vindobonensis Vetter
- Festuca violacea Ser. ex Gaudin
- Festuca viridula Vasey
- Festuca vivipara (L.) Sm.
- Festuca viviparoidea Krajina ex Pavlick
- Festuca vizzavonae Ronniger

## W
- Festuca wagneri (Degen, Thaisz & Flatt) Krajina
- Festuca wallichiana E.B.Alexeev
- Festuca washingtonica E.B.Alexeev
- Festuca weberbaueri Pilg.
- Festuca werdermannii St.-Yves
- Festuca wettsteinii Vetter
- Festuca willdenowiana Schult. & Schult.f.
- Festuca wippraensis Wein
- Festuca wolgensis P.A.Smirn.
- Festuca woodii Stancík
- Festuca xanthina Roem. & Schult.
- Festuca xenophontis Markgr.-Dann.

## Y
- Festuca yalaensis Joch.Müll. & Catalán
- Festuca yemenensis E.B.Alexeev
- Festuca yulungschanica E.B.Alexeev
- Festuca yunnanensis St.-Yves

## Z
- Festuca ziganensis Markgr.-Dann.
- Festuca zobelii Wein